# سارا گیلبرت
سارا گیلبرت(به انگلیسی: Sara Gilbert) (زاده با نام سارا ربکا ابلز؛ Sara Rebecca Abeles؛ ۲۹ ژانویه ۱۹۷۵) بازیگر آمریکایی است.
علت شهرت وی بازی در نقش دارلین کانر در سریال کمدی موقعیت کمدی موقعیت شرکت پخش رسانه‌ای آمریکا به نام روزین بین سال‌های ۱۹۸۸ تا ۱۹۹۷ است و همچنین وی در سریال کمدی تئوری بیگ بنگ در نقش لزلی وینکل بازی کرده‌است.

## زندگی شخصی
گیلبرت یک همجنسگرای خارج از کمد است که در سال ۲۰۱۰ بیرون آمد. وی با الی ادلر (از نویسندگان سریال گلی) از سال ۲۰۰۱ تا ۲۰۱۰ رابطه داشت که دو فرزند داشتند فرزند اول به نام لوی هانک از ادلر است که در اکتبر ۲۰۰۴ زاده شد و فرزند دوم ساویر است که از گیلبرت بوده و در سال ۲۰۰۷ زاده شد. بعد از جدایی این دو گیلبرت با لیندا پری رابطه دارد.

## گزیده فیلم‌شناسی
فهرست برخی از فیلم‌هایی که سارا گیلبرت در آن‌ها به ایفای نقش پرداخته است:
- پیچک سمی
- وفاداری بزرگ
- قوانین جذابیت
- تئوری بیگ بنگ (مجموعه تلویزیونی)
- ماشین‌سواری با پسرها
- آبی بیابان
- روشنش کن